# آماریلیس بلادونا
آماریلیس بلادونا (نام علمی: Amaryllis belladonna) نام یک گونه از تیره نرگسیان است.